# Циммерманн, Ракель
Раке́ль Ци́ммерманн (Зи́ммерманн, порт. Raquel Zimmermann, 6 мая 1983, Бон-Ретиру-ду-Сул, Бразилия) — бразильская супермодель.
Имеет немецкие корни. Карьеру модели начала с 14 лет. Была приглашена для рекламных кампаний таких брендов, как Balenciaga, Bloomingdales, Cavalli jeans, Cerruti, Chanel eyewear, Chloé, Christian Dior, CK by Calvin Klein, Clairol, Dolce & Gabbana, Dsquared, Emanuel Ungaro, Fendi, Escada, GAP, Gucci, Giorgio Armani, H&M, Hermès, Hugo Boss, Louis Vuitton, Lanvin, MAC Cosmetics, Max Mara, Neiman Marcus, Prada, Valentino, Versace.
Обложки: Vogue (Бразилия, США, Россия, Италия, Франция, Япония, Китай, Греция, Германия), Harper's Bazaar, ELLE, Numéro, L’Officiel, Marie Claire.
Участвовала в дефиле многих домов моды, в том числе на показах для Victoria's Secret (2002, 2005, 2006 гг.). Вместе с Наташей Поли и Фрэей Беха Эрихсен была выбрана для телевизионной рекламы парфюма Gucci by Gucci, режиссёром которой выступил Дэвид Линч.
В майском номере 2009 года американской версии журнала Vogue была представлена вместе с Лией Кебеде, Ларой Стоун, Наташей Поли, Каролин Трентини, Джордан Данн, Натальей Водяновой, Анной Ягодзинска (англ. Anna Jagodzinska) и Изабели Фонтана, как одна из самых востребованных и успешных моделей последних лет.
Практикует трансцендентальную медитацию.